# Moord op Joanna Yeates
De moord op Joanna Yeates betreft de dood van een 25-jarige landschapsarchitect uit Hampshire (Engeland) die sinds 17 december 2010 vermist werd in Bristol na een avondje uit met collega's. Nadat de zaak veel aandacht had gekregen in de Britse media werd haar lichaam op 25 december 2010 gevonden in Failand (North Somerset). Autopsie op haar lichaam wees uit dat ze was overleden door wurging.
Het onderzoek naar haar dood, genaamd Operation Braid (operatie vlecht), werd een van de grootschaligste politieonderzoeken in de omgeving van Bristol. De zaak domineerde het nieuws in het Verenigd Koninkrijk terwijl de familie van Yeates contact zocht via sociaalnetwerksites en persconferenties om het publiek om hulp te vragen. Beloningen van in totaal £60.000 werden uitgeloofd voor informatie die zou leiden naar de verantwoordelijke voor haar dood. Aanvankelijk werd Yeates' huisbaas en buurman verdacht en gearresteerd, maar later werd hij vrijgelaten en niet meer verdacht.
Vincent T., een 32-jarige Nederlandse ingenieur en andere buurman van Yeates, werd gearresteerd op 20 januari 2011, na aandacht in de media voor de opname van een reconstructie van haar verdwijning voor Crimewatch, een opsporingsprogramma op de BBC. Na twee dagen van verhoren, werd hij op 22 januari aangeklaagd voor de moord op Yeates. Op 5 mei 2011 bekende T. schuldig te zijn aan doodslag, maar ontkende dat hij haar had vermoord. Zijn rechtszaak begon op 4 oktober 2011 en op 28 oktober werd hij door een jury schuldig bevonden aan de moord op Yeates en veroordeeld tot een levenslange gevangenisstraf; na 20 jaar kan hij in aanmerking komen voor mogelijke vervroegde vrijlating.
De kranten Daily Mirror en The Sun werden schuldig bevonden aan minachting van het hof, omdat ze informatie hadden verspreid die (de juryleden in) een rechtszaak zou kunnen bevooroordelen. Verder werden acht kranten met succes aangeklaagd voor laster vanwege hun berichtgeving over de arrestatie van Yeates' huisbaas. De kranten werden veroordeeld hem een aanzienlijke schadevergoeding te betalen.

## Achtergrond en verdwijning
Joanna Clare Yeates (uitspraak: "Jeets") werd geboren in 1985 in Hampshire in Engeland. Ze ging naar de privéschool "Embley Park" nabij Romsey. Vervolgens deed ze haar A-level op het Peter Symonds College en studeerde ze af in landschapsarchitectuur aan Writtle College. Ze deed een master in landschapsarchitectuur aan de Universiteit van Gloucestershire.
In december 2008 ontmoette Yeates de toen 25-jarige landschapsarchitect Greg Reardon bij het bedrijf Hyland Edgar Driver in Winchester, waar beiden werkten. Het paar ging in 2009 samenwonen en verhuisde naar de Bristolse wijk Clifton toen het bedrijf ook daarnaartoe verhuisde. Later veranderde Yeates van baan en ging werken bij Building Design Partnership in Bristol.

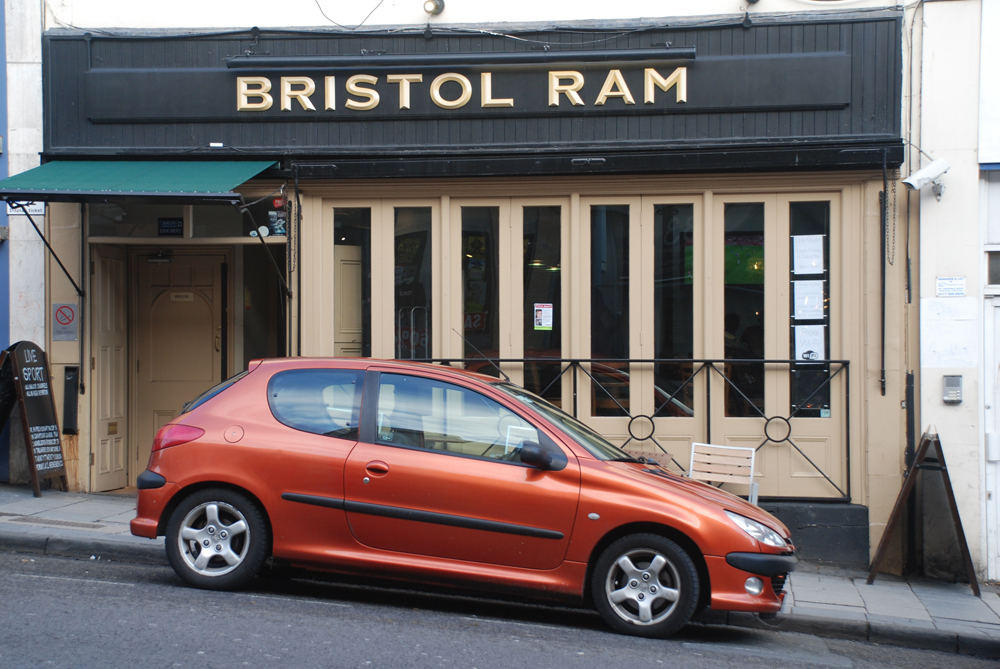
De Bristol Ram pub in Bristol, waar Yeates het laatst gezien was door haar collega's.

Rond 20:00 op 19 december 2010 kwam Reardon thuis na een weekendbezoek aan Sheffield, maar Yeates was afwezig. Hij had gedurende het weekeinde geprobeerd Yeates te bellen en sms'en, maar vond het niet heel ongewoon dat ze niet antwoordde. Terwijl hij wachtte tot ze thuis zou komen, kwam Reardon erachter dat ze persoonlijke dingen zoals sleutels en portemonnee had achtergelaten en dat de kat verwaarloosd was. Toen hij haar opnieuw probeerde te bellen, ging haar mobiele telefoon in haar jaszak in het appartement. Rond middernacht belde Reardon de politie en vervolgens Yeates' ouders om haar als vermist op te geven.
Onderzoekers kwamen erachter dat Yeates de avond van 17 december 2010 had doorgebracht met collega's in de "Bristol Ram" pub en dat ze die rond 20:00 had verlaten om naar huis te lopen, 20 minuten verderop. Ze zou vrienden en collega's verteld hebben dat ze zin had in een weekeinde alleen, zodat ze cakes e.d. kon bakken en inkopen kon doen voor Kerstmis. Yeates was opgenomen door bewakingscamera's in een supermarkt, maar kocht daar niets. Vervolgens belde ze rond 20:30 een vriendin, met wie ze wilde afspreken voor kerstavond. De laatst bekende opname van Yeates liet zien dat ze een pizza kocht in een andere supermarkt die avond rond 20:40. Ze kocht ook twee flesjes cider bij een slijterij in de buurt.

## Zoektocht en ontdekking van een lichaam
Vrienden van Reardon en Yeates maakten een website en gebruikten sociaalnetwerksites om te helpen bij de zoektocht. Op 21 december 2010 vroegen Reardon en de ouders van Yeates het publiek om hulp tijdens een persconferentie van de politie, om haar veilige terugkeer te bewerkstelligen. In een volgende persconferentie, die op 23 december rechtstreeks werd uitgezonden op de nieuwszenders Sky News en BBC News, zei Yeates' vader David over haar verdwijning: "Ik denk dat ze is ontvoerd na thuiskomst in haar appartement ... Ik heb geen idee van de omstandigheden van de ontvoering vanwege wat was achtergelaten ... Ik ben ervan overtuigd dat ze niet zelf weg is gegaan terwijl ze al die dingen heeft achtergelaten en [ik ben ervan overtuigd] dat ze ergens naartoe is meegenomen." Haar sleutels, telefoon, portemonnee en jas waren achtergelaten in haar appartement. Rechercheurs vonden een bonnetje voor een pizza, maar konden noch de pizza zelf, noch de verpakking vinden. Beide flesjes cider werden gevonden in de woning, een ervan deels opgedronken. Aangezien er geen sporen werden gevonden van inbraak of een worsteling, begonnen onderzoekers het scenario te verkennen dat Yeates haar ontvoerder mogelijk kende.
Op 25 december 2010 werd een volledig gekleed lichaam gevonden in de sneeuw door een paar dat de hond uitliet in Longwood Lane in Failand, nabij een golfbaan en naast de toegang tot een groeve, ongeveer 5 km van Yeates' huis. Het lichaam werd geïdentificeerd door de politie als dat van Yeates. Reardon en de familie van Yeates bezochten de vindplaats op 27 december. David Yeates zei dat hij opgelucht was dat zijn dochters lichaam was gevonden. Slachtofferhulp werd aangeboden aan collega's van Yeates om te helpen om te gaan met haar dood. De begrafenis werd uitgesteld omdat onderzoekers het lichaam langer wilden onderzoeken. Patholoog Nat Carey stemde op 31 januari 2011 in met de vrijgave van het lichaam.

## Onderzoek
Het onderzoek, genaamd "Operation Braid" (Operatie Vlecht), bestond uit 80 rechercheurs en andere politiemedewerkers onder leiding van hoofdinspecteur Phil Jones, een leidinggevende van de opsporingsafdeling van de politie van Avon and Somerset. Het werd een van de grootste politieoperaties van de geschiedenis van de politieregio. Jones vroeg het publiek om naar voren te komen met informatie die bij de zoektocht naar de dader zou kunnen helpen, in het bijzonder mogelijke getuigen die in de buurt van de vindplaats waren geweest voor de vondst van het lichaam van Yeates.
Jones zei dat de politie werd overspoeld met duizenden telefoontjes en dat elk aanknopingspunt werd onderzocht. De politie bekeek meer dan 100 uur aan cameratoezichtbeelden en onderzocht 293 ton afval uit de buurt van de woning van Yeates. Vuilnisinzameling werd opgeschort in een deel van de wijk Clifton vanaf 23 december 2010. Crime Stoppers, de Britse variant van Opsporing Verzocht, loofde een beloning uit van £10.000 voor informatie die tot de veroordeling van haar moordenaar zou leiden, en de krant The Sun loofde £50.000 uit. De autoriteiten waarschuwden mensen die in de buurt woonden om hun huizen goed op slot te doen en vrouwen om niet in het donker alleen te lopen. Op 29 december zei haar vader over het onderzoek: "Ik ben bang dat degene die dit gedaan heeft, zichzelf nooit zal aangeven, maar we blijven hopen dat de politie de verantwoordelijke zal vangen."

### Autopsie en begin van het onderzoek
Na de ontdekking van Yeates' lichaam vaardigden politierechercheurs een oproep uit naar iedereen met informatie over haar dood om naar voren te komen en onderzochten overeenkomsten met andere onopgeloste moorden. In het bijzonder onderzochten ze de wurging van een 20-jaar oude vrouw in 1974, een 25-jarige vrouw die verdween in 1996 en 35-jarige vrouw die verdween in 2009. De onderzoekers vonden "opvallende overeenkomsten" in één geval maar de mogelijkheid van een verband tussen de zaken werd later afgezwakt. De politie verzamelde bewakingscamerabeelden van de Clifton hangbrug, die deel uitmaakt van de snelste route tussen de vindplaats van het lichaam en de wijk waar Yeates voor het laatst levend was gezien. De beelden waren van slechte kwaliteit, wat het onmogelijk maakte om personen of kentekens te onderscheiden. Verder bestond de mogelijkheid dat de dader een andere brug over de Avon had gebruikt, anderhalve kilometer zuidelijker, om opname door camera's te voorkomen.

## Rechtszaak en dader
Vincent T. werd geboren op 10 februari 1978 in Veghel en groeide op in Uden. Na het behalen van zijn vwo-diploma in Uden, studeerde hij architectuur aan de Technische Universiteit Eindhoven, waar hij een mastertitel behaalde in 2003. Vervolgens deed T. promotieonderzoek aan dezelfde universiteit naar menselijk gedrag in gebouwen. In 2007 verhuisde T. naar Engeland, waar hij een baan als people flow consultant had gevonden bij het ingenieursbedrijf Buro Happold in Bath. In 2008 ontmoette T. financieel analist Tanja, die in Bristol woonde, via een datingwebsite en een jaar later verhuisde hij ook naar Bristol. In oktober 2010 verhuisden Reardon en Yeates naar het appartement naast dat van T., maar diezelfde maand ging T. voor zijn werk voor een aantal weken naar Californië.